# Joseph Schuster
Joseph Schuster (Dresda, 11 agosto 1748 – Dresda, 24 luglio 1812) è stato un compositore tedesco.
Figlio di un musicista della corte di Dresda, ricevette i primi rudimenti musicali dal padre e dal compositore Johann Georg Schürer. Successivamente, dal 1765 al 1768 fu in Italia assieme a Franz Seydelmann e Johann Gottlieb Naumann, dove studiò contrappunto con Girolamo Pera a Venezia. 
Nel 1772 fu nominato compositore di chiesa nella propria città natale. Tra il 1774 e il 1777 fu nuovamente in Italia per perfezionarsi con Padre Martini a Bologna. Durante questo soggiorno mise in scena alcune opere a Napoli, a Forlì e a Venezia. Sin dalla sua prima opera seria, il dramma metastasiano Didone abbandonata, rappresentata nel 1776 nella città partenopea, godette di molta popolarità nei teatri italiani. A Forlì fu chiamato ad inaugurare (il 17 giugno 1776), con il suo Demofoonte, il rinnovato teatro cittadino, che era stato chiuso per cinque anni, in quanto bisognoso di ristrutturazione.
Viaggiò in Italia per la terza e ultima volta tra il 1778 e il 1781, dove conobbe il poeta Caterino Mazzolà, futuro poeta di corte di Dresda. Dal 1781 in poi rimase fino alla morte in Germania riscuotendo molto successo con le sue opere buffe su testi di Mazzolà, e i suoi Singspiele. Da quest'anno ricoprì a turno con Naumann, Schürer e Seydelmann i ruoli di direttore del teatro e della chiesa di corte. Nel 1787, assieme a Seydelmann, fu nominato maestro di cappella della corte di Dresda.

## Opere principali
- La fedeltà in amore, opera buffa, Dresda 1773
- L'idolo cinese, opera buffa, testo di G.B.Lorenzi, Dresda 1774
- La Didone abbandonata, opera seria, libretto di Pietro Metastasio al Teatro San Carlo di Napoli 1776 con Gaspare Pacchierotti (seconda versione: Venezia 1781)
- Demofoonte, opera seria, testo di Pietro Metastasio, Forlì 1776
- L'amore artigiano, opera buffa, testo di C.Goldoni, Venezia 1776
- La Passione di Gesù Cristo, Dresda 1776
- La schiava liberata, opera seria-comica, testo di G.Martinelli, Dresda 1777
- Der Alchymist oder Der Liebesteufel, singspiel, testo di A.G.Meissner, Dresda 1778
- Der Doktor Murner, Vienna 1778
- Die wüste Insel, singspiel (con recitativi), testo di P.Metastasio, Lipsia 1779
- Ruggiero e Bradamante, dramma per musica, Padova 1779
- Creso in Media, opera seria, testo di G.Pagliuca, Teatro San Carlo di Napoli 1779
- Il bon ton, Venezia 1780
- Amor e Psyche, opera seria, libretto di Marco Coltellini Teatro San Carlo di Napoli 1780 con Luigi Marchesi
- Ester, oratorio, Venezia 1781
- Il marito indolente, opera buffa, testo di C.Mazzolà, Dresda 1783
- Das Lob der Musik, cantata, Dresda 1783
- Il pazzo per forza, opera buffa, testo di C.Mazzolà, Dresda 1784
- Lo spirito di contraddizione, opera buffa, testo di C.Mazzolà, Dresda 1785
- Gli avari in trappola, opera buffa, testo di C.Mazzolà, Dresda 1787
- Rübezahl ossia Il vero amore, opera buffa, testo di C.Mazzolà, Dresda 1789
- La festa delle lanterne, opera buffa, testo di C.Mazzolà, Dresda 1790
- Ill servo padrone ossia L'amore perfetto, opera buffa, testo di C.Mazzolà, Dresda 1792
- Osmano dey d'Algeri, opera buffa, testo forse di G.Cinti, Dresda 1800
- Amor prigioniero, testo di Pietro Metastasio, Dresda 1801
- Il giorno natalizio, opera buffa (Pasticcio), Dresda 1802
- Gioas Re di Giuda, oratorio, Dresda 1803

- Quartetti Nr. 1-6 „Quartetti Padovani“
- 6 Divertimenti da camera per pianoforte e violino, 1777, Kassel